# Ricardo Oliveira
Ricardo José Dognella Lima de Oliveira (São Paulo, 6 de maio de 1980) é um ex-futebolista brasileiro que atuava como centroavante.

## Carreira

### Início
Iniciou sua carreira nas categorias de base do Corinthians em 1997 e permaneceu até 1999, quando seguiu para a Portuguesa e depois para o Santos.

### Santos
Foi pelo Santos que o atacante ganhou uma maior notoriedade. Substituindo o titular Alberto, Ricardo Oliveira firmou-se como o centroavante da equipe, ajudou o time a chegar à final da Copa Libertadores da América e ainda participou da campanha do vice no Campeonato Brasileiro de 2003. O atacante deixou o Peixe após atuar nas finais da Libertadores contra o Boca Juniors.

### Valencia e Betis
Após ter se tornado o artilheiro da Copa Libertadores da América de 2003, com nove gols, foi contratado pelo Valencia em 2003. Porém, seu melhor momento na Espanha viria no ano seguinte, em 2004, quando atuou no Real Betis e marcou um total de 26 gols em 46 jogos pela La Liga.

### São Paulo
Em 7 de abril de 2006, retornou ao Brasil para atuar por empréstimo pelo São Paulo, onde novamente teve um bom desempenho e acabou sendo contratado pelo Milan. Às vésperas do fim de seu contrato com o time paulista, o próprio São Paulo tentou prorrogar o término de seu contrato, para que Ricardo pudesse jogar a partida de volta da Copa Libertadores da América de 2006. No entanto, o Betis, que detinha 100% dos direitos econômicos do atleta, recusou a proposta, e Ricardo viu o tricolor paulista perder o jogo e o título para o Internacional.

### Milan
Em 31 de agosto de 2006, após menos de cinco meses atuando pelo São Paulo, Ricardo Oliveira foi anunciado pelo Milan, onde atuou entre 2006 e 2008. Embora fosse reserva na equipe do treinador Carlo Ancelotti, o atacante fez parte do grupo campeão da Liga dos Campeões da UEFA de 2006–07. Na época em que atuou pelo clube italiano, sua irmã Maria de Lourdes chegou a ser sequestrada em Casa Verde, bairro da Zona Norte de São Paulo. Após 159 dias presa, ela foi encontrada em cativeiro num apartamento na região do Parque São Rafael.
Ainda no período em que defendeu as cores do Milan, o Real Madrid, que havia acabado de negociar o atacante Ronaldo, procurou outro jogador para a substitui-lo e chegou a acertar sua contratação, mas foi barrado pela FIFA, que alegou que ele não poderia atuar por três clubes em uma mesma temporada. 

### Zaragoza
Em 14 de julho de 2007, Oliveira voltou para a Espanha e se juntou ao Zaragoza por empréstimo, formando uma impressionante parceria de ataque com o argentino Diego Milito; ambos marcaram 33 dos 50 gols da equipe durante a campanha na La Liga, mas não conseguiram impedir o rebaixamento.
O clube aragonês teria a opção de comprá-lo por um preço acordado quando o período do empréstimo terminasse. Assim, no dia 25 de maio de 2008, o Zaragoza adquiriu Ricardo Oliveira em definitivo junto ao Milan por 10 milhões de euros.

### Retorno ao Betis e Emirados Árabes
No dia 31 de janeiro de 2009, o Betis confirmou a volta de Ricardo ao clube. Ficou apenas seis meses no clube, sendo contratado, em 17 de julho, pelo Al-Jazira, dos Emirados Árabes, que pagou quatorze milhões de euros ao Betis.

### Retorno ao São Paulo
Em 23 de julho de 2010, acertou mais uma vez seu retorno ao futebol brasileiro, novamente por empréstimo ao São Paulo, visando os jogos semifinais da Copa Libertadores da América. Dessa vez, o atacante assinou contrato até dezembro de 2010.

### Retorno ao Al-Jazira
No início de 2011, retornou ao Al-Jazira. Na Liga dos Campeões da AFC de 2012, foi o artilheiro com 12 gols.

### Al-Wasl
Em janeiro de 2014, com as chegadas de Jucilei e do equatoriano Felipe Caicedo, o Al-Jazira liberou Ricardo Oliveira, para retornar ao futebol brasileiro. Porém, continuou no país árabe em 2014 no Al-Wasl.

### Retorno ao Santos

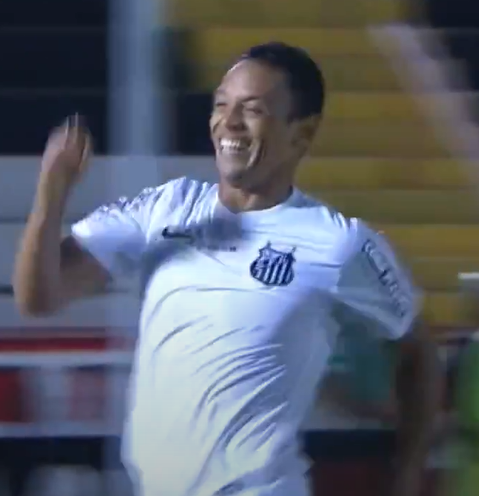
Ricardo Oliveira comemorando um gol pelo Santos em 2015

Foi anunciado pelo Santos no dia 12 de janeiro de 2015, assinando até o fim do Campeonato Paulista. Logo em seus primeiros meses no clube mostrou bom trabalho e foi artilheiro do Paulistão. Com suas boas atuações, renovou seu contrato com o Peixe até o final de 2017.
Ao longo da temporada, Ricardo Oliveira continuou atuando muito bem, o que lhe rendeu uma convocação para a Seleção Brasileira depois de oito anos. Peça fundamental do time comandado por Dorival Júnior, o atacante foi titular na campanha da Copa do Brasil em que o Santos eliminou os rivais Corinthians e São Paulo, mas ficou com o vice após perder a final para o Palmeiras.
Por fim, alcançou também a artilharia do Campeonato Brasileiro, com 20 gols marcados. Por conta das boas atuações e da artilharia, o atacante acabou sendo eleito para a Seleção do Brasileirão.
Em 20 de dezembro de 2017, perto do fim do seu contrato, anunciou sua saída do clube paulista.

### Atlético Mineiro
Acertou com o Atlético Mineiro no dia 21 de dezembro de 2017, assinando contrato até o fim de 2019.
Na duelo de ida das finais do Campeonato Mineiro de 2018, Ricardo marcou dois gols na vitória atleticana, por 3 a 1, sobre o Cruzeiro.
Ricardo Oliveira iniciou bem a temporada 2019 e atingiu marcas expressivas. Em 10 de abril, na derrota por 4 a 1 para o Cerro Porteño, o centroavante marcou seu quinto gol em oito jogos na Libertadores e alcançou o ex-atacante Guilherme no ranking dos maiores goleadores brasileiros na história da competição sulamericana, passando a ocupar a quinta posição na lista, com 19 gols. Encerrou a temporada de maneira irregular, alternando a titularidade com Franco Di Santo e Alerrandro, e encerrando a disputa do Brasileirão com dois gols marcados em 21 jogos.
Em 30 de julho de 2020, após ser afastado da equipe por opção técnica de Jorge Sampaoli, Ricardo conseguiu a rescisão unilateral de seu contrato com o Atlético alegando atraso de pagamentos. No total pelo clube mineiro, o atacante atuou em 110 partidas e marcou 37 gols.

### Coritiba
Depois de uma saída conturbada do Galo, Ricardo acertou com Coritiba no dia 29 de setembro de 2020.
Alegando salários atrasados, deixou o Coxa em maio de 2021. Atuou em 18 jogos pelo Coritiba, sendo titular em nove, e marcou apenas dois gols.

### São Caetano
Em 24 de janeiro de 2022, foi anunciado o acerto verbal de Ricardo Oliveira com o São Caetano, para a disputa da Série A2 do Campeonato Paulista. Em 3 de fevereiro, porém, deixou o clube sem atuar por desacordo nos detalhes da formalização do contrato.

### Athletic
Em 5 de fevereiro de 2022, Ricardo Oliveira assinou com o Athletic para a disputa do Campeonato Mineiro. No entanto, após disputar apenas nove partidas e marcar um gol, o atacante deixou o clube dois meses depois, no dia 5 de abril.

### Brasília
Foi anunciado pelo Brasília no dia 2 de janeiro de 2023, chegando como um dos principais reforços para a disputa do Campeonato Brasiliense. Aos 42 anos de idade, marcou seu primeiro gol pelo clube no dia 5 de fevereiro, mas não conseguiu impedir a derrota por 2 a 1 para o Paranoá.
O atacante acertou sua saída do Brasília no dia 15 de março, depois de sentir um desconforto muscular e não ficar apto para os dois últimos compromissos da equipe no Campeonato Brasiliense. Ao todo, disputou apenas sete partidas e marcou dois gols pelo Colorado.

### Aposentadoria
Aos 43 anos, Ricardo Oliveira anunciou oficialmente a sua aposentadoria no dia 28 de julho de 2023. Em mais de duas décadas como jogador, acumulou 800 jogos e marcou 390 gols.

## Seleção Nacional
Pela Seleção Brasileira, foi convocado algumas vezes durante o período em que Carlos Alberto Parreira era o treinador, e participou da Copa América de 2004 e da Copa das Confederações FIFA de 2005, torneios em que a seleção sagrou-se campeã. 
Era favorito a ser convocado para a Copa do Mundo FIFA de 2006; no entanto, uma ruptura nos ligamentos no joelho o fez ficar de fora.
Voltaria a ser lembrado em 29 de setembro de 2015, oito anos depois de sua última partida, devido ao corte de Roberto Firmino, reestreando em 8 de outubro na derrota para a Chile por 2–0. Voltou a marcar pela Seleção Brasileira na vitória por 3–1 diante da Venezuela, em partida válida pelas Eliminatórias da Copa do Mundo FIFA de 2018. Foi convocado por Dunga para a Copa América Centenário em 2016, porém, acabou sendo cortado por lesão.

## Vida pessoal
Nasceu em família humilde em São Paulo, sendo que aos 8 anos perdeu seu pai, e aos 15 passou necessidades que lhe fizeram pedir alimentos na rua para sobreviver. Muitos de seus amigos seguiram caminhos mais fáceis de se obter dinheiro, como cometer crimes, vender drogas, que levaram muitos à morte e a prisão, mas segundo Ricardo ele superou muitas dificuldades passadas em sua vida por manter vivo o sonho de jogar futebol.
Além de jogador de futebol, Ricardo é pastor evangélico da igreja Assembleia de Deus, e é casado há mais de dez anos.

## Curiosidades
Em 19 de abril de 2017, na partida entre Independiente Santa Fe e Santos, em Bogotá, na Colômbia, Ricardo seria homenageado, por engano, com um minuto de silêncio, sendo que o próprio estava em campo para atuar pelo Alvinegro. Na realidade, a homenagem era destinada ao ex-atacante santista Kaneco, com o locutor do Estádio El Campín tendo se confundido.

## Estatísticas
Atualizadas até 5 de fevereiro de 2022

### Clubes
| Equipe            | Temporada         | Campeonato nacional | Campeonato nacional | Copa nacional | Copa nacional | Competições continentais | Competições continentais | Outros torneios[a] | Outros torneios[a] | Total | Total |
| Equipe            | Temporada         | Jogos               | Gols                | Jogos         | Gols          | Jogos                    | Gols                     | Jogos              | Gols               | Jogos | Gols  |
| ----------------- | ----------------- | ------------------- | ------------------- | ------------- | ------------- | ------------------------ | ------------------------ | ------------------ | ------------------ | ----- | ----- |
| Portuguesa        | 2000              | 5                   | 1                   | –             | –             | –                        | –                        | –                  | –                  | 5     | 1     |
| Portuguesa        | 2001              | 24                  | 14                  | 6             | 5             | –                        | –                        | 10                 | 5                  | 40    | 24    |
| Portuguesa        | 2002              | 17                  | 8                   | 5             | 4             | –                        | –                        | 15                 | 12                 | 37    | 24    |
| Portuguesa        | Total             | 46                  | 23                  | 11            | 9             | –                        | –                        | 25                 | 17                 | 82    | 49    |
| Santos            | 2003              | 14                  | 4                   | –             | –             | 11                       | 9                        | 7                  | 8                  | 32    | 21    |
| Santos            | Total             | 14                  | 4                   | –             | –             | 11                       | 9                        | 7                  | 8                  | 32    | 21    |
| Valencia          | 2003–04           | 21                  | 8                   | 3             | 0             | 6                        | 1                        | –                  | –                  | 30    | 9     |
| Valencia          | Total             | 21                  | 8                   | 3             | 0             | 6                        | 1                        | –                  | –                  | 30    | 9     |
| Betis             | 2004–05           | 37                  | 22                  | 8             | 4             | –                        | –                        | –                  | –                  | 45    | 26    |
| Betis             | 2005–06           | 9                   | 4                   | –             | –             | 5                        | 3                        | 1                  | 0                  | 15    | 7     |
| Betis             | Total             | 46                  | 26                  | 8             | 4             | 5                        | 3                        | 1                  | 0                  | 60    | 33    |
| São Paulo         | 2006              | 8                   | 5                   | –             | –             | 4                        | 2                        | –                  | –                  | 12    | 7     |
| São Paulo         | Total             | 8                   | 5                   | –             | –             | 4                        | 2                        | –                  | –                  | 12    | 7     |
| Milan             | 2006–07           | 26                  | 3                   | 5             | 2             | 6                        | 0                        | –                  | –                  | 37    | 5     |
| Milan             | Total             | 26                  | 3                   | 5             | 2             | 6                        | 0                        | –                  | –                  | 37    | 5     |
| Zaragoza          | 2007–08           | 37                  | 18                  | 4             | 3             | 2                        | 1                        | –                  | –                  | 43    | 22    |
| Zaragoza          | 2008–09           | 18                  | 9                   | –             | –             | –                        | –                        | –                  | –                  | 18    | 9     |
| Zaragoza          | Total             | 55                  | 27                  | 4             | 3             | 2                        | 1                        | –                  | –                  | 61    | 31    |
| Betis             | 2008–09           | 16                  | 6                   | –             | –             | –                        | –                        | –                  | –                  | 16    | 6     |
| Betis             | Total             | 16                  | 6                   | –             | –             | –                        | –                        | –                  | –                  | 16    | 6     |
| Al-Jazira         | 2009–10           | 13                  | 8                   | –             | –             | –                        | –                        | –                  | –                  | 18    | 8     |
| Al-Jazira         | 2010–11           | 11                  | 10                  | –             | –             | 3                        | 1                        | –                  | –                  | 14    | 11    |
| Al-Jazira         | 2011–12           | 20                  | 14                  | 9             | 7             | 7                        | 12                       | 1                  | 0                  | 37    | 33    |
| Al-Jazira         | 2012–13           | 22                  | 17                  | 10            | 11            | 5                        | 1                        | 1                  | 0                  | 43    | 29    |
| Al-Jazira         | 2013–14           | 12                  | 5                   | 5             | 6             | –                        | –                        | –                  | –                  | 18    | 11    |
| Al-Jazira         | Total             | 78                  | 54                  | 24            | 24            | 15                       | 14                       | 2                  | 0                  | 119   | 92    |
| São Paulo         | 2010              | 15                  | 7                   | –             | –             | 2                        | 1                        | –                  | –                  | 17    | 8     |
| São Paulo         | Total             | 15                  | 7                   | –             | –             | 2                        | 1                        | –                  | –                  | 17    | 8     |
| Al-Wasl           | 2013–14           | 11                  | 4                   | 1             | 0             | –                        | –                        | –                  | –                  | 12    | 4     |
| Al-Wasl           | Total             | 11                  | 4                   | 1             | 0             | –                        | –                        | –                  | –                  | 12    | 4     |
| Santos            | 2015              | 32                  | 20                  | 12            | 6             | –                        | –                        | 18                 | 11                 | 62    | 37    |
| Santos            | 2016              | 20                  | 11                  | 3             | 4             | –                        | –                        | 16                 | 7                  | 39    | 22    |
| Santos            | 2017              | 23                  | 8                   | 3             | 0             | 8                        | 3                        | 6                  | 1                  | 40    | 12    |
| Santos            | Total             | 75                  | 39                  | 18            | 10            | 8                        | 3                        | 40                 | 19                 | 141   | 71    |
| Atlético Mineiro  | 2018              | 35                  | 13                  | 7             | 3             | 1                        | 0                        | 13                 | 6                  | 56    | 22    |
| Atlético Mineiro  | 2019              | 21                  | 2                   | 3             | 0             | 14                       | 5                        | 8                  | 7                  | 46    | 14    |
| Atlético Mineiro  | 2020              | 0                   | 0                   | 1             | 1             | 1                        | 0                        | 6                  | 0                  | 8     | 1     |
| Atlético Mineiro  | Total             | 56                  | 15                  | 11            | 4             | 16                       | 5                        | 27                 | 13                 | 110   | 37    |
| Coritiba          | 2020              | 18                  | 2                   | –             | –             | –                        | –                        | –                  | –                  | 18    | 2     |
| Coritiba          | Total             | 18                  | 2                   | –             | –             | –                        | –                        | –                  | –                  | 18    | 2     |
| Athletic          | 2022              | –                   | –                   | –             | –             | –                        | –                        | 0                  | 0                  | 0     | 0     |
| Athletic          | Total             | –                   | –                   | –             | –             | –                        | –                        | 0                  | 0                  | 0     | 0     |
| Total na carreira | Total na carreira | 485                 | 224                 | 84            | 56            | 75                       | 39                       | 102                | 57                 | 747   | 375   |

- a. ^ Jogos do Campeonato Paulista, Torneio Rio-São Paulo, Supercopa da Espanha, Arabian Gulf Super Cup e Campeonato Mineiro.

### Seleção Brasileira
Atualizadas até 14 de julho de 2016
| Ano   | Partidas | Gols |
| ----- | -------- | ---- |
| 2004  | 3        | 1    |
| 2005  | 6        | 2    |
| 2006  | 1        | 0    |
| 2007  | 1        | 0    |
| 2015  | 3        | 1    |
| 2016  | 2        | 1    |
| Total | 16       | 5    |

## Títulos
Valencia
- La Liga: 2003–04
- Copa da UEFA: 2003–04

Betis
- Copa do Rei: 2004–05

São Paulo
- Campeonato Brasileiro: 2006

Milan
- Liga dos Campeões da UEFA: 2006–07

Al-Jazira
- Etisalat Emirates Cup: 2009–10
- UAE League: 2010–11
- Copa do Presidente: 2010–11 e 2011–12

Santos
- Campeonato Paulista: 2015 e 2016

Atlético Mineiro
- Campeonato Mineiro: 2020

Seleção Brasileira
- Copa América: 2004
- Copa das Confederações FIFA: 2005

### Artilharias
- Copa Libertadores da América: 2003 (9 gols)
- Liga dos Campeões da AFC: 2012 (12 gols)
- Campeonato Paulista: 2015 (11 gols)
- Campeonato Brasileiro de Futebol: 2015 (20 gols)
- Campeonato Mineiro: 2018 (6 gols)

### Prêmios individuais
- Troféu Armando Nogueira elenco do Campeonato Brasileiro em 2010
- Craque do Campeonato Paulista de 2015[60]
- Seleção do Campeonato Paulista de 2015[60]
- Bola de Prata: 2015
- Chuteira de Ouro da Revista Placar: 2015
- Prêmio Craque do Brasileirão: 2015 (atacante e artilharia)[61]
- Troféu Globo Minas - Seleção do Campeonato Mineiro: 2018, 2019